# Francesco Renga
Pierfrancesco Renga, detto Francesco (Udine, 12 giugno 1968), è un cantautore italiano.
Dopo aver fatto parte dei Timoria tra la seconda metà degli anni ottanta e la fine degli anni novanta, Renga ha intrapreso una prolifica carriera da solista, pubblicando nove album in studio, due dal vivo e tre raccolte. Nel 2005 ha vinto la 55ª edizione del Festival di Sanremo con il brano Angelo.

## Biografia

### Gli esordi con i Timoria
Nasce, con la gemella Paola, da Salvatorico (1929-2020), originario di Tula (SS) in Sardegna, e Jolanda (1935-1987), siciliana. A causa del lavoro del padre, maresciallo della Guardia di Finanza di stanza a Muggia, è nato a Udine, ma dopo due anni la famiglia si trasferisce a Brescia, dove trascorre infanzia e giovinezza.
Nel 1984 partecipa al concorso musicale Deskomusic insieme al suo primo gruppo, i Modus Vivendi, fondati un anno prima con alcuni amici. Allo stesso concorso è iscritto anche un gruppo destinato a segnare la biografia di Renga, i Precious Time, in seguito divenuti Timoria: tra quest'ultimo gruppo e Renga nasce l'intesa artistica che permette al cantante di entrare nella formazione. L'anno successivo non solo il gruppo vince la seconda edizione del concorso, ma, cambiato il nome in Timoria, sarà l'ambiente in cui Renga avrà modo di sviluppare il proprio talento artistico per i successivi tredici anni.
Sempre nel 1987, poco prima di compiere 19 anni, perde la madre, venuta a mancare dopo una lotta lunga tre anni contro un mieloma. Questo lutto segna profondamente il giovane Francesco: il nome Jolanda sarà poi scelto dal cantante per la sua primogenita, nata nel 2004.
Ottenuto il diploma di liceo scientifico presso il liceo scientifico statale Nicolò Copernico, Renga viene spronato dal padre a partecipare al concorso per entrare nell'Accademia della Guardia di Finanza. Superata la selezione, però, preferisce iscriversi alla facoltà di Economia e commercio e, dopo un anno, si trasferisce all'Istituto Europeo di Design a Milano, nel corso di Art Director, prima di abbandonare definitivamente gli studi per dedicarsi alla musica.
La band pubblica il primo album ufficiale Colori che esplodono, nel 1990, in cui già spicca il talento vocale di Renga. Molto amati dai giovani, i Timoria fanno subito tendenza e in un breve lasso di tempo si trovano a calcare i palcoscenici di vari paesi di tutta Europa, lanciati anche dalla partecipazione fra i Giovani del Festival di Sanremo 1991, in cui vincono il Premio della Critica (istituito per l'occasione) col brano L'uomo che ride e che verrà poi inserito nel loro secondo disco, Ritmo e dolore. Seguono Storie per vivere nel 1992, in cui il suono del gruppo si sposta verso sonorità rock più dure, e Viaggio senza vento, un concept album considerato il capolavoro del gruppo e uno dei dischi più importanti del rock italiano.
Nello stesso periodo, arrivano anche i primi riscontri commerciali importanti, grazie al disco d'oro ottenuto dal loro successivo lavoro, 2020 SpeedBall, che riesce a vendere più di 40 000 copie nel 1995. Nel 1997, poco dopo l'uscita di Eta Beta, iniziano a nascere dei dissapori interni tra Renga e il chitarrista Omar Pedrini, ai quali segue la separazione del cantante dal resto del gruppo. Renga saluta dunque, verso la fine del 1998, i Timoria con la raccolta Senzatempo (dieci anni), in cui compare per l'ultima volta come voce del gruppo in alcuni inediti.

### Debutto da solista e il successo a Sanremo

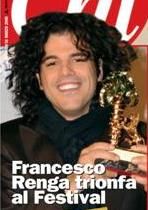
Francesco Renga dopo il Festival di Sanremo 2005 raffigurato nella rivista Chi

Verso la seconda metà del 1999, dopo l'abbandono del cantante Piero Pelù dai Litfiba, Renga (a suo volta uscente dai Timoria) viene da molti indicato come suo possibile sostituto nel gruppo. A placare le sempre più insistenti voci ci pensa lo stesso Renga, che afferma in un'intervista di non aver mai avuto nessun tipo di contatto in tal senso e che «dopo il divorzio dai Timoria di tutto ho voglia tranne che rientrare in un gruppo». Nella stessa intervista rivela inoltre l'intenzione di entrare in studio il 21 giugno dell'anno successivo (all'Hollywood Garage di Arezzo) per iniziare le registrazioni del suo esordio come solista, per il quale ha già scritto tutto il materiale.

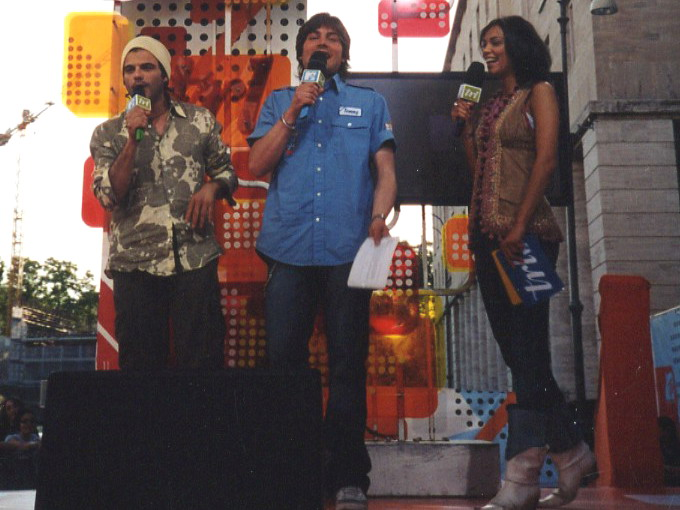
Francesco Renga (a sinistra) con Federico Russo e Giorgia Surina sul palco di Total Request Live nel 2004

Il suo ritorno sulle scene avviene da solista, nel 2000, con l'uscita dell'album omonimo Francesco Renga, anticipato l'anno prima dal singolo Affogo, Baby. Il disco è prodotto da Fabrizio Barbacci, già produttore dei Negrita e dell'album Cuore di Gianna Nannini, mentre diverse musiche vengono composte in collaborazione col chitarrista Max Cottafavi, ex Clan Destino e dunque al fianco di Ligabue nei suoi primi tre album e successivamente protagonista del tour ElleSette del 2007. Renga si impone da solista l'anno dopo in seguito alla partecipazione al Festival di Sanremo 2001 fra i Giovani con il singolo Raccontami..., scritto con Umberto Iervolino e prodotto e arrangiato da quest'ultimo, che gli vale il Premio della Critica.
Nel 2002 esce il secondo album in studio Tracce, pubblicato contemporaneamente alla sua partecipazione al Festival di Sanremo in veste di Big, con Tracce di te.  Con Tracce vince anche il Premio Lunezia per il valore musical-letterario nel 2002. Successivamente, dopo due anni di pausa, Renga pubblica nel 2004 il suo terzo album di inediti Camere con vista e racchiude alcuni singoli che hanno avuto un discreto successo. Essi sono Ci sarai pubblicato nel febbraio 2004 e inserito nella compilation del Festivalbar 2004 e Meravigliosa (la Luna) pubblicata nell'ottobre dello stesso anno. Un altro successo è rappresentato da Angelo, canzone con la quale nel 2005 ha vinto la 55ª edizione del Festival di Sanremo; il singolo è stato successivamente inserito nella riedizione di Camere con vista.
Nel 2007 viene pubblicato Ferro e cartone, quarto album del cantautore, dal quale viene estratto come primo singolo Cambio direzione. Nello stesso anno esce anche il primo libro di Francesco Renga, intitolato Come mi viene. Nel 2008 collabora con il gruppo sardo dei Tazenda nella canzone Madre terra. Sempre nel 2008 duetta con Irene Grandi e Patti Smith nel brano Birima, canzone incisa per sostenere il progetto umanitario del microcredito in Senegal.

### Il ritorno a Sanremo:Uomo senza età,La tua bellezza
Il 2009 vede Renga un'altra volta in gara al Festival di Sanremo 2009 con il singolo Uomo senza età; durante la serata dei duetti del venerdì Renga sceglie come compagna il soprano Daniela Dessì. Il 13 novembre 2009 è stato pubblicato l'album Orchestraevoce, che Renga ritiene utile per affermarsi in Europa. L'album contiene cover di pezzi degli anni sessanta e la canzone con cui ha vinto Sanremo. Esso è stato presentato a Madrid al teatro Quinto il 14 novembre 2009, e in breve è divenuto disco di platino, vendendo oltre centomila copie.
Nel 2009 ha partecipato all'album di Claudio Baglioni Q.P.G.A., nella canzone Lungo il viaggio, che è il titolo originale della canzone meglio conosciuta col titolo di In viaggio. Il 21 aprile 2009, insieme ad artisti celebri come Luciano Ligabue, Elisa, Jovanotti, Laura Pausini e Tiziano Ferro, ha registrato il singolo Domani 21/04.2009, cover di un brano di Mauro Pagani realizzato a scopo benefico a seguito del terremoto dell'Aquila del 2009. Nel 2010, al Festival di Sanremo condotto da Antonella Clerici, Renga vi partecipa però come ospite per eseguire La voce del silenzio in occasione dei festeggiamenti per i 60 anni della kermesse canora.
Il 23 novembre 2010 pubblica l'album di inediti intitolato Un giorno bellissimo, da cui viene estratto il primo singolo omonimo. Il disco ha raggiunto la settima posizione della classifica italiana degli album. Nel 2011 dedica a sua moglie Ambra Angiolini il brano Stai con me, settima traccia dell'album Un giorno bellissimo composta da Emilio Munda. Nel 2010 vince il disco di platino al Wind Music Awards con l'album Orchestraevoce. Nel 2011, invece, vince il disco d'oro con il singolo Un giorno bellissimo. Al Festival di Sanremo 2011, Renga viene chiamato a duettare con i Modà ed Emma per il brano Arriverà. Nel 2011 firma il brano Il tempo migliore per Davide Mogavero.
Il 19 aprile 2011, al teatro Creberg di Bergamo, duetta con Omar Pedrini in una delle canzoni più importanti dei vecchi Timoria, ovvero Sangue impazzito; nel corso di un'intervista Renga ha fatto trasparire l'intenzione di una collaborazione nella stesura di qualche pezzo. Il 2011 vede inoltre Renga duettare con gli Jarabedepalo nel brano La quiero a moarir, cover del brano francese di Francis Cabrel Je l'aime à mourir. A dicembre dello stesso anno viene annunciata la sua presenza al Festival di Sanremo 2012 con il brano La tua bellezza. Nel febbraio 2012, contemporaneamente alla partecipazione alla kermesse, Renga pubblica il suo primo album di raccolte intitolato Fermoimmagine che contiene anche il brano di Sanremo e alcuni inediti. Nel 2013 esce il brano La vita possibile realizzato per il film Razza bastarda di Alessandro Gassmann. Nel 2013 partecipa all'album Max 20 di Max Pezzali cantando Eccoti.

### Tempo reale
Nel 2014 Renga ha preso parte al Festival di Sanremo con i brani  A un isolato da te e Vivendo adesso, quest'ultimo scritto da Elisa e classificatosi quarto. Successivamente annuncia la tracklist del sesto album in studio Tempo reale, che viene pubblicato l'11 marzo. L'album debutta subito in testa alla classifica dei più venduti in Italia. Il 6 maggio 2014 esce il secondo singolo Il mio giorno più bello nel mondo, che viene successivamente certificato triplo disco di platino dalla FIMI. Il 29 agosto esce il terzo singolo A un isolato da te, il cui videoclip è stato pubblicato in anteprima nello stesso giorno attraverso il sito di TGcom24; successivamente il singolo verrà certificato disco d'oro per le oltre 15 000 copie vendute.
Il 9 gennaio 2015 esce il quarto singolo L'amore altrove, inciso insieme a Alessandra Amoroso. Dall'11 aprile viene scelto come giudice fisso alla 14ª edizione di Amici di Maria De Filippi insieme a Loredana Bertè e Sabrina Ferilli. Il 24 dello stesso mese viene pubblicato sul canale Vevo del cantante il video ufficiale del quinto singolo estratto Era una vita che ti stavo aspettando. Nel giugno 2015 il cantante partecipa al Summer Festival 2015 con il brano Era una vita che ti stavo aspettando, ottenendo una candidatura per il Premio RTL 102.5 - Canzone dell'estate.

### Scriverò il tuo nomeeL'altra metà
L'11 marzo 2016 Francesco Renga ritorna sulle scene musicali con il singolo Guardami amore, che ha anticipato il settimo album in studio Scriverò il tuo nome, uscito il 15 aprile dello stesso anno. Il disco contiene dodici brani che hanno visto la partecipazione di svariati autori che hanno affiancato Renga nel lavoro di scrittura, tra cui Tony Maiello, Fortunato Zampaglione, Ermal Meta, Francesco Gabbani e Nek.
Dall'album sono stati estratti ulteriori tre singoli. Il primo, Il bene, è uscito il 3 giugno 2016 ed è stato accompagnato da un videoclip girato a Los Angeles, il secondo è stato l'omonimo Scriverò il tuo nome, pubblicato il 2 settembre, mentre l'ultimo, Migliore, è stato pubblicato l'11 novembre.
Il 31 marzo 2017 Renga ha presentato l'inedito Nuova luce, singolo apripista del suo primo album dal vivo, intitolato Scriverò il tuo nome Live e pubblicato il 28 aprile. L'11 settembre dello stesso anno Renga ha annunciato una tournée con i cantautori Nek e Max Pezzali, con i quali ha inciso il singolo inedito Duri da battere. Il 10 febbraio 2018 partecipa come super ospite alla quinta puntata del 68º Festival di Sanremo, cantando insieme a Claudio Baglioni, Nek e Pezzali il brano Strada facendo.
Dal 5 al 9 febbraio 2019 prende parte al 69º Festival di Sanremo con il brano Aspetto che torni, contenuto nell'album L'altra metà, pubblicato il 19 aprile seguente. Il disco contiene, tra gli altri, anche brani scritti in collaborazione con Matteo Tomasi, Bungaro, Fortunato Zampaglione, Ultimo e Gazzelle.

### Anni duemilaventi
Dal 4 novembre 2020 Renga è stato impegnato con il programma televisivo All Together Now - La musica è cambiata in qualità di giurato d'eccezione insieme a J-Ax, Anna Tatangelo e Rita Pavone. Durante il 2021 ha preso parte al Festival di Sanremo con il brano Quando trovo te, classificatosi al 22º posto nella serata conclusiva.
Il 13 maggio 2022 è tornato sulle scene musicali con il singolo Mille errori. Nello stesso anno recita un cameo nel ruolo di se stesso nel film Il grande giorno. Il 10 marzo 2023 pubblica il singolo  L'infinito più o meno con Nek. Il 9 giugno 2023 viene pubblicato il singolo Il solito lido, sempre in collaborazione con Nek. Nello stesso giorno viene pubblicato anche il singolo Inspiegabile.
Renga torna al Festival di Sanremo 2024 in coppia con Nek con il brano Pazzo di te, giunto 25° nella serata conclusiva.

## Vita privata
Ha avuto una relazione lunga undici anni con l'attrice e conduttrice televisiva Ambra Angiolini, da cui ha avuto i figli Jolanda e Leonardo. La fine del rapporto è stata ufficializzata nel novembre del 2015.
Oltre alla sorella gemella Paola, ha un altro fratello, Stefano, di otto anni più grande. Anche Stefano da giovane cantava in una band e, a quanto dichiarato da Omar Pedrini, inizialmente fu proposto a lui il ruolo da cantante nei Precious Time. Stefano Renga, però, aveva già firmato un contratto con la Sony insieme al suo gruppo e propose a Pedrini di far entrare Francesco nel gruppo.

## Discografia

### Da solista

#### Album in studio
- 2000 – Francesco Renga
- 2002 – Tracce
- 2004 – Camere con vista
- 2007 – Ferro e cartone
- 2010 – Un giorno bellissimo
- 2014 – Tempo reale
- 2016 – Scriverò il tuo nome
- 2019 – L'altra metà
- 2023 – RengaNek (con Nek)

#### Album dal vivo
- 2017 – Scriverò il tuo nome Live
- 2018 – Max Nek Renga, il disco (con Max Pezzali e Nek)

#### Album tributo
- 2009 – Orchestraevoce

#### Raccolte
- 2012 – Fermoimmagine
- 2014 – Il meglio
- 2014 – The Platinum Collection

### Con i Timoria

#### Album in studio
- 1990 – Colori che esplodono
- 1991 – Ritmo e dolore
- 1992 – Storie per vivere
- 1993 – Viaggio senza vento
- 1995 – 2020 SpeedBall
- 1997 – Eta Beta

#### Raccolte
- 1998 – Senzatempo (dieci anni)
- 2007 – Ora e per sempre

#### EP
- 1988 – Macchine e dollari

## Opere
- Francesco Renga, Come mi viene. Vite di ferro e cartone, Milano, Feltrinelli, 2007, ISBN 978-88-07-70188-7.